# San Ignacio de Moxos
San Ignacio de Moxos (kurz: San Ignacio) ist eine Kleinstadt im Departamento Beni im südamerikanischen Anden-Staat Bolivien.

## Lage im Nahraum
San Ignacio ist zentraler Ort des Kanton San Ignacio und Sitz der Verwaltung der Provinz Moxos. Die Stadt liegt im bolivianischen Tiefland auf einer Höhe von 165 m an der Laguna Isirere, einem 19,3 km² großen See im Westen der Stadt.

## Geographie
San Ignacio liegt in der Moxos-Ebene, mit über 100.000 km² eines der größten Feuchtgebiete der Erde. Vorherrschende Vegetationsform in der Region San Ignacio ist die tropische Savanne.
Die Jahresdurchschnittstemperatur für die Region beträgt 26 °C (siehe Klimadiagramm Trinidad), wobei sich die monatlichen Durchschnittstemperaturen zwischen Juni/Juli mit gut 23 °C und Oktober/Dezember von knapp 28 °C nur wenig unterscheiden. Der Jahresniederschlag beträgt fast 2000 mm und liegt somit mehr als doppelt so hoch wie die Niederschläge in Mitteleuropa. Höchstwerten von etwa 300 mm in den Monaten Dezember bis Februar stehen Niedrigwerte von etwa 50 mm im Juli/August gegenüber.

## Verkehrsnetz
San Ignacio liegt in einer Entfernung von 94 Straßenkilometern südwestlich von Trinidad, der Hauptstadt des Departamentos.
In San Ignacio treffen die beiden Nationalstraßen Ruta 3 und Ruta 24 aufeinander. Die Ruta 3 führt von La Paz über Sapecho und Yucumo nach San Ignacio und weiter nach Trinidad. Die Ruta 24 ist eine bisher nicht vollständig gebaute Straße, die San Ignacio mit dem 260 Kilometer entfernten Villa Tunari verbinden sollte. Der mittlere Teil des Straßenprojektes, der durch den Nationalpark und Indigenenschutzgebiet Isiboro-Secure (TIPNIS) führen sollte, wurde bisher (2023) nicht gebaut, weil es zu massiven Protesten von Indigenen und Umweltschützern kam und schließlich auch ein Gerichtsbeschluss den Bau für illegal erklärte.
Von San Ignacio nach Norden führt eine Straßenverbindung zum etwa 160 Kilometer in nördlicher Richtung entfernten Santa Ana del Yacuma und von dort weiter nach Exaltación.

## Bevölkerung
Die Einwohnerzahl der Ortschaft ist in den vergangenen dreieinhalb Jahrzehnten auf ein Mehrfaches angestiegen:
| Jahr | Einwohner | Quelle       |
| ---- | --------- | ------------ |
| 1976 | 3.020     | Volkszählung |
| 1992 | 4.832     | Volkszählung |
| 2001 | 9.240     | Volkszählung |
| 2012 | 10.054    | Volkszählung |
| 2024 |           | Volkszählung |